# Jacques Villeneuve
Jacques Joseph Charles Villeneuve (Saint-Jean-sur-Richelieu, 9 de abril de 1971) é um automobilista e músico canadense, filho do lendário piloto de Fórmula 1 Gilles Villeneuve e sobrinho de Jacques-Joseph Villeneuve. Tornou-se campeão da Fórmula Indy em 1995 e 500 Milhas de Indianápolis de 1995 no mesmo ano, além de ter sido campeão mundial de Fórmula 1 em 1997. Com isso, Villeneuve passa a ser uma das 4 pessoas na história a integrar o seleto grupo de pilotos que encerraram suas carreiras sendo campeões da Formula Indy e da Formula 1. Além disso, este feito fez com que se tornasse o quinto piloto depois de Graham Hill, Jim Clark, Emerson Fittipaldi e Mario Andretti a possuir as duas coroas - o Mundial de Pilotos da Fórmula 1 e as 500 Milhas de Indianápolis. Até à data, nenhum outro canadense venceu as 500 milhas de Indianápolis ou título do campeonato mundial de Fórmula 1.
Após dois anos de sucesso na CART, Villeneuve mudou-se para Fórmula 1 a fim de pilotar o carro da equipe Williams, ao lado de Damon Hill. Na temporada de 1996, o inglês levou o título, entretanto Villeneuve venceu quatro corridas e conseguiu levar a luta para até o Grande Prêmio do Japão de 1996, onde o canadense abandonou a prova e Hill venceu o campeonato. Villeneuve, no entanto, sagrou-se campeão da temporada seguinte, desta vez desafiando Michael Schumacher e mais uma vez levando-a para o grande prêmio que seria o final da temporada 1997 - Grande Prêmio da Europa de 1997, onde o alemão foi vice depois de colidir com o próprio Villeneuve.
Na temporada de 1998 da Fórmula 1, a equipe  Williams andou com motores Mecachrome e Villeneuve mudou-se para a recém-formada equipe British American Racing na temporada de 1999 da Fórmula 1. Ele ficou lá para as próximas quatro temporadas, mas, na sequência de maus resultados, ele foi substituído pelo antigo campeão britânico de Fórmula 3 inglesa Takuma Sato. Villeneuve também pilotou pela Renault no final de 2004 e a equipe Sauber em 2005 e onze corridas de 2006 antes de sofrer uma lesão na Alemanha. O canadense foi substituído por Robert Kubica e a BMW e Villeneuve se separaram.
Fora da Fórmula 1, Villeneuve entrou em várias carreiras: em corridas de endurance, na Peugeot na 24 horas de Le Mans(2007 e 2008), e parando na NASCAR em agosto de 2007 e corridas como piloto convidado no argentino Top Race V6 e a australiana International V8 Supercars Championship. Participou de uma corrida de duplas na Temporada da Stock Car Brasil de 2015.

## Biografia

### CART Indycar World Series

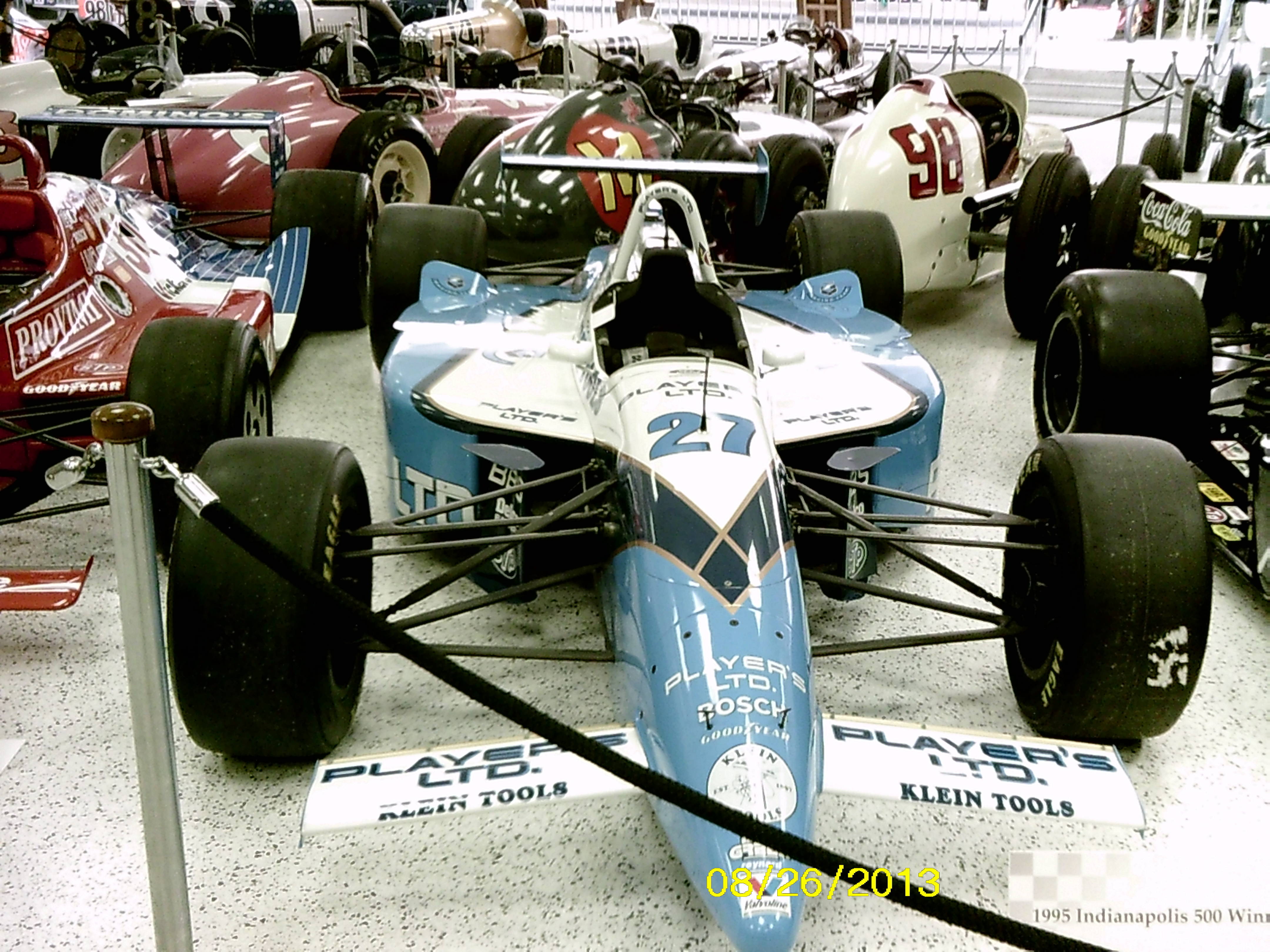
Pela equipe Forsythe Jacques Villeneuve conseguiu o Trófeu das 500 milhas de Indianápolis de 1995. Na fotografía, o carro vencedor da corrida de 1995.

Villeneuve pilotou pela Forsythe-Green no campeonato da IndyCar de 1994. Em seu primeiro ano, Villeneuve ficou em segundo lugar nas 500 Milhas de Indianápolis de 1994 e venceu sua primeira corrida em Road America(Elkhart Lake), o circuito onde seu tio havia se tornado o primeiro canadense a ganhar um corrida na CART nove anos antes. Villeneuve terminou a temporada na sexta posição, 131 pontos atrás do campeão Al Unser Jr. e tendo também sido o Novato do Ano(Rookie of the Year).
Villeneuve começou a campanha de 1995 fortemente, vencendo a primeira corrida no circuito de rua de Miami. Juntamente com a vitória em Miami vieram três vitórias, a mais importante veio em Indianapolis Motor Speedway nas 500 Milhas de Indianápolis de 1995. Apesar de no meio da corrida ter sido penalizado em duas voltas, Villeneuve persistiu a sua maneira. Correndo em segundo lugar com menos de dez voltas para o fim, Villeneuve herdou a liderança do compatriota canadense Scott Goodyear depois de Goodyear ter sido penalizado por ter passado o pace-car antes da reinicialização da corrida. Com Goodyear fora de cena, Villeneuve venceu a corrida com uma margem de dois segundos sobre o brasileiro Christian Fittipaldi.
Suas performances, bem como seu nome familiar, chamaram a atenção de Frank Williams, diretor da Williams. Williams assinou com ele para a sua equipe de Fórmula 1 para a temporada da Fórmula 1 de 1996 e Villeneuve começou a testar o carro da Williams F1 em 1995 após a temporada da IndyCar. Villeneuve foi o último campeão da CART antes da dissidência que culminou em 1996 na cisão dos monopostos americanos em duas categorias: Indy Racing League (IRL) e a Champ Car World Series.

### Fórmula 1

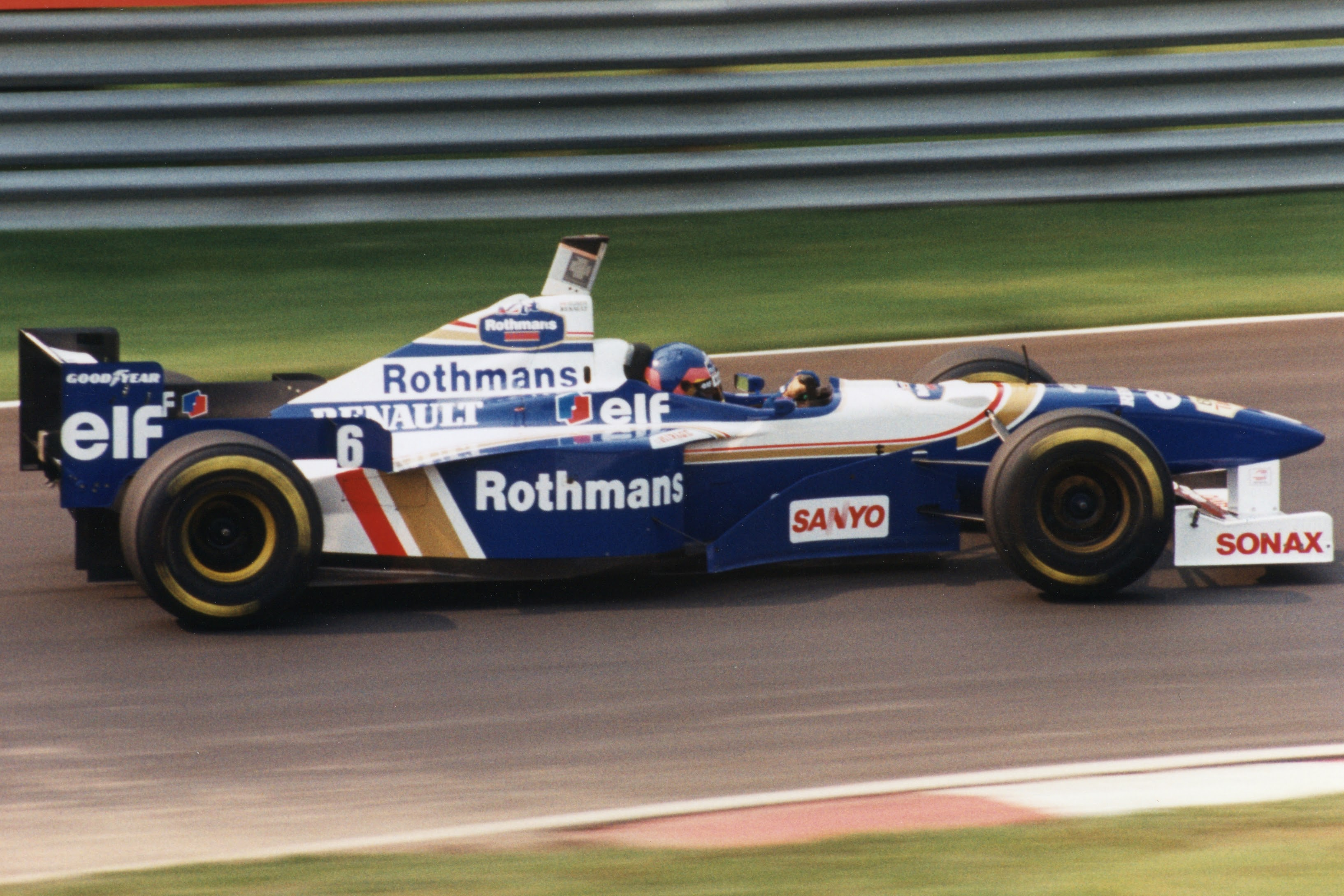
Villeneuve pilotando pela equipe de Fórmula 1 no na temporada de 1996.

Filho do lendário piloto da Ferrari, Gilles Villeneuve, Jacques chegou à Fórmula 1 credenciado pelo título da então F-Indy e a vitória nas 500 Milhas de Indianápolis do ano anterior. Estreou na equipe Williams com uma pole-position, impressionando o meio automobilístico e mostrando que não tinha chegado apenas como o filho de Gilles, deu muito trabalho a Damon Hill piloto que teoricamente tinha muito mais experiência que o canadense. Em 1997, o seu segundo ano na F1, ganhou o título derrotando Michael Schumacher numa manobra ousada na última corrida do ano, o GP da Europa.
Com a saída da Renault do esporte em 1998, a equipe Williams perdeu a sua posição dominante e, com este equipamento inferior, Jacques não conseguiu repetir o desempenho do ano anterior. Por isso, em 1999, ele se transferiu para a equipe recém-criada BAR, fruto de investimentos da British American Tobacco, do americano Bobby Rahal e do empresário Craig Pollock.
Após anos de muito investimento e pouco resultado, a BAR se viu em meio a um programa de reestruturação, que trouxe para o comando David Richards, da empresa Prodrive. Com um maior investimento da Honda e sob a mão-de-ferro de Richards, a BAR começou a obter melhores resultados, mas Jacques não tinha um desempenho à altura de seu companheiro Jenson Button. Jacques soube que seria demitido da equipe BAR para a temporada de 2004, e se recusou a correr pela equipe BAR após o Grande Prêmio dos Estados Unidos em Indianápolis, deixando o lugar para o japonês Takuma Sato na última prova em Suzuka, o Grande Prêmio do Japão. Coincidentemente nessa prova, sem Jacques Villeneuve, a BAR teve seu melhor desempenho na temporada de 2003.
Em 2004, Jacques estava sem equipe, mas foi chamado às pressas para substituir o demitido Jarno Trulli na equipe Renault na estreia do Grande Prêmio da China a partir da antepenúltima etapa do mundial, para correr ao lado de Fernando Alonso. Mesmo com fraco desempenho, foi contratado pela equipe Sauber para correr em 2005.

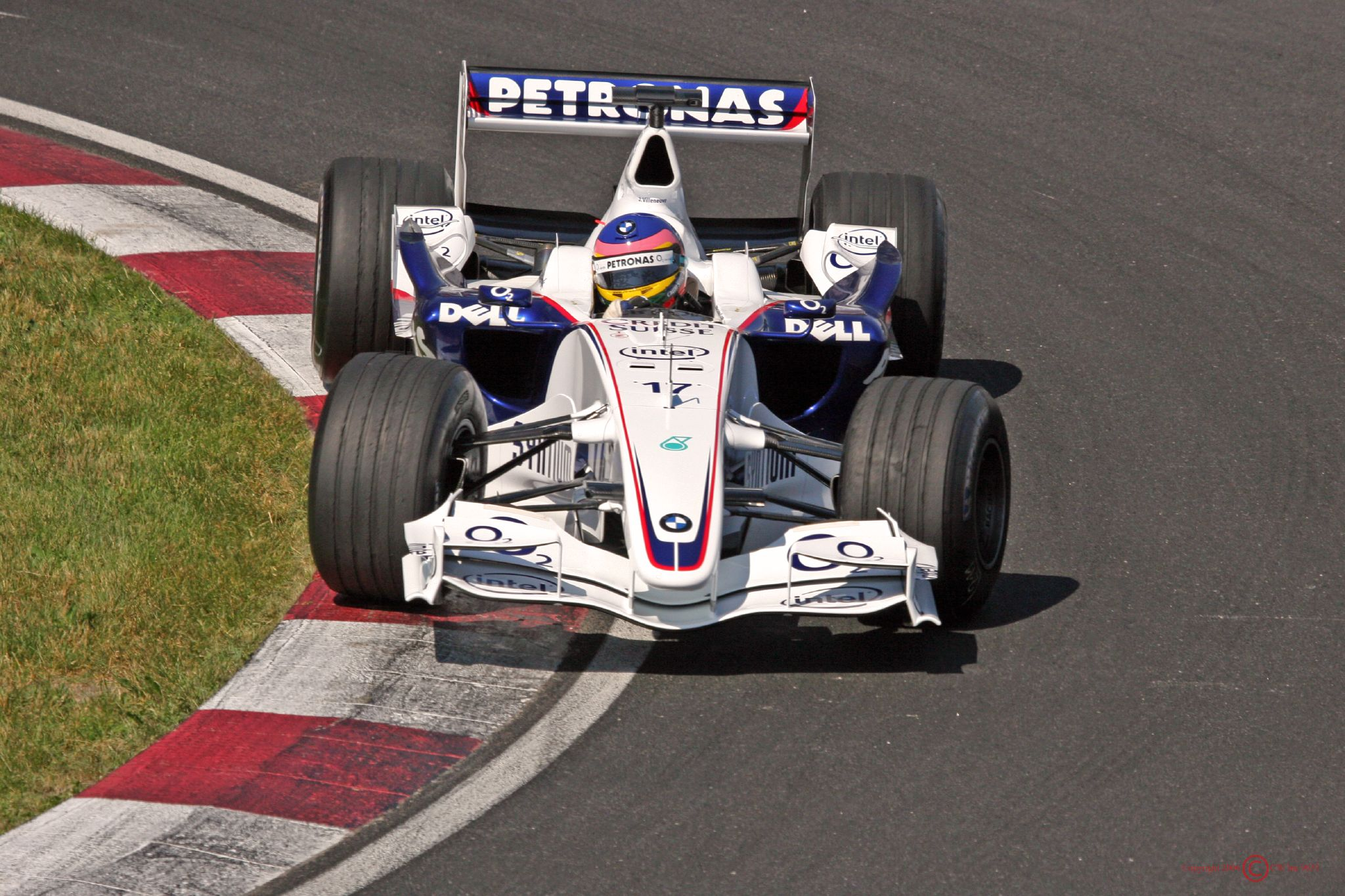
Jacques Villeneuve pela em 2006.

Na Sauber, Jacques começou o ano com um desempenho abaixo da crítica, sendo ofuscado pelo seu companheiro de equipe, o brasileiro Felipe Massa. Depois do anúncio da compra da Sauber pela BMW, era esperado que Jacques perdesse seu lugar como piloto, mas foi garantido no lugar e correu pela equipe BMW Sauber por parte do ano de 2006. Entretanto, também teve desempenho abaixo do seu companheiro de equipe Nick Heidfeld, e o piloto canadense fez sua última corrida no Grande Prêmio da Alemanha em Hockenheim quando perdeu controle de seu carro. Na corrida seguinte, no Grande Prêmio da Hungria, em Hungaroring, foi substituído pelo piloto polonês Robert Kubica que conseguiu resultados mais consistentes que o canadense no seu breve início de carreira.

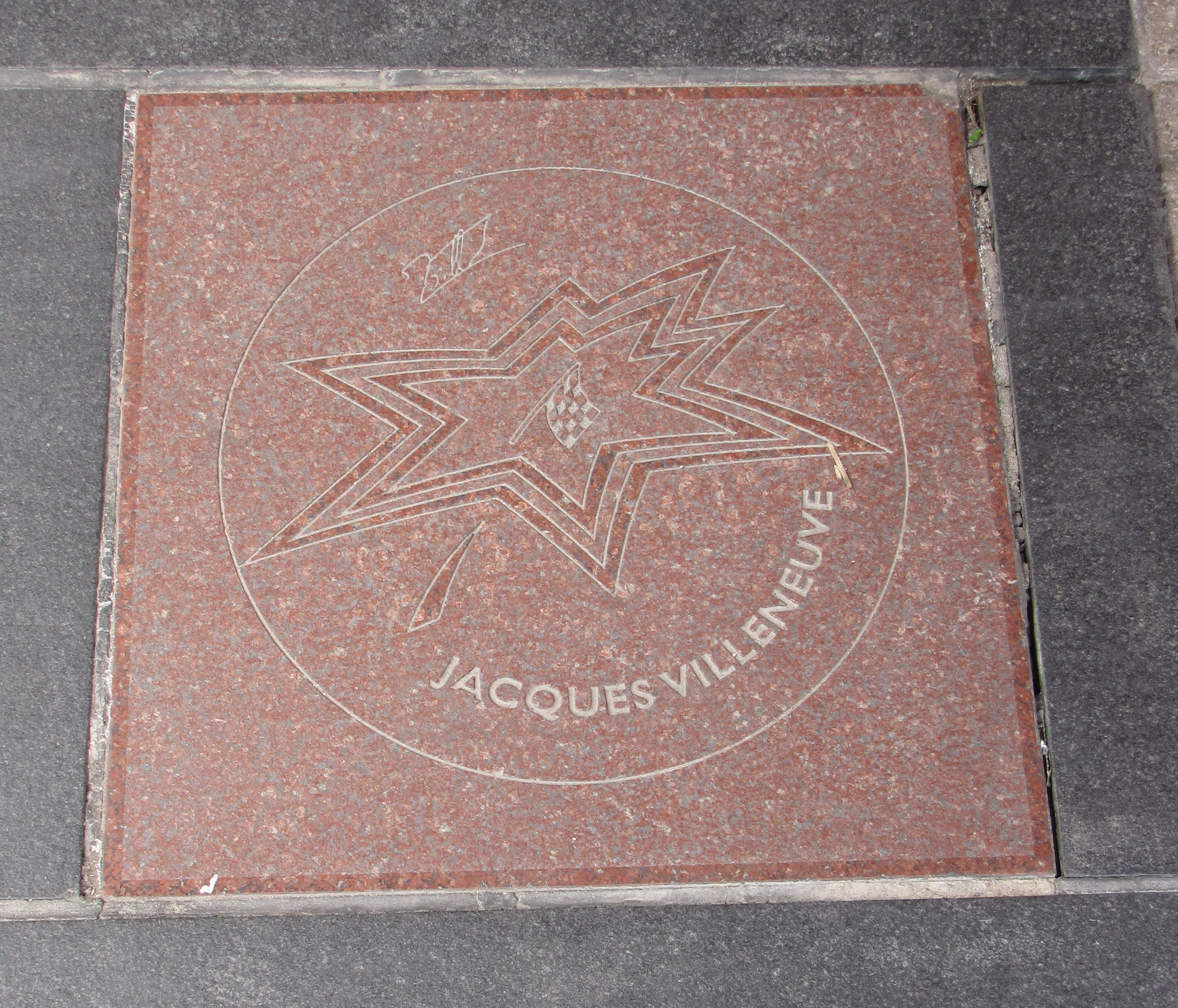
Estrela de Jacques Villeneuve na Calçada da Fama do Canadá.

Villeneuve foi noivo de Dannii Minogue, irmã da cantora Kylie Minogue, por 3 anos. Foi casado com Johanna Martinez, com quem teve seus dois filhos, Jules, nascido em 14 de novembro de 2006, e Jonas, nascido em 23 de dezembro de 2007 e, atualmente, está casado com a brasileira Camila Lopes, com quem teve um filho, "Benjamin" [2013].

### Nascar

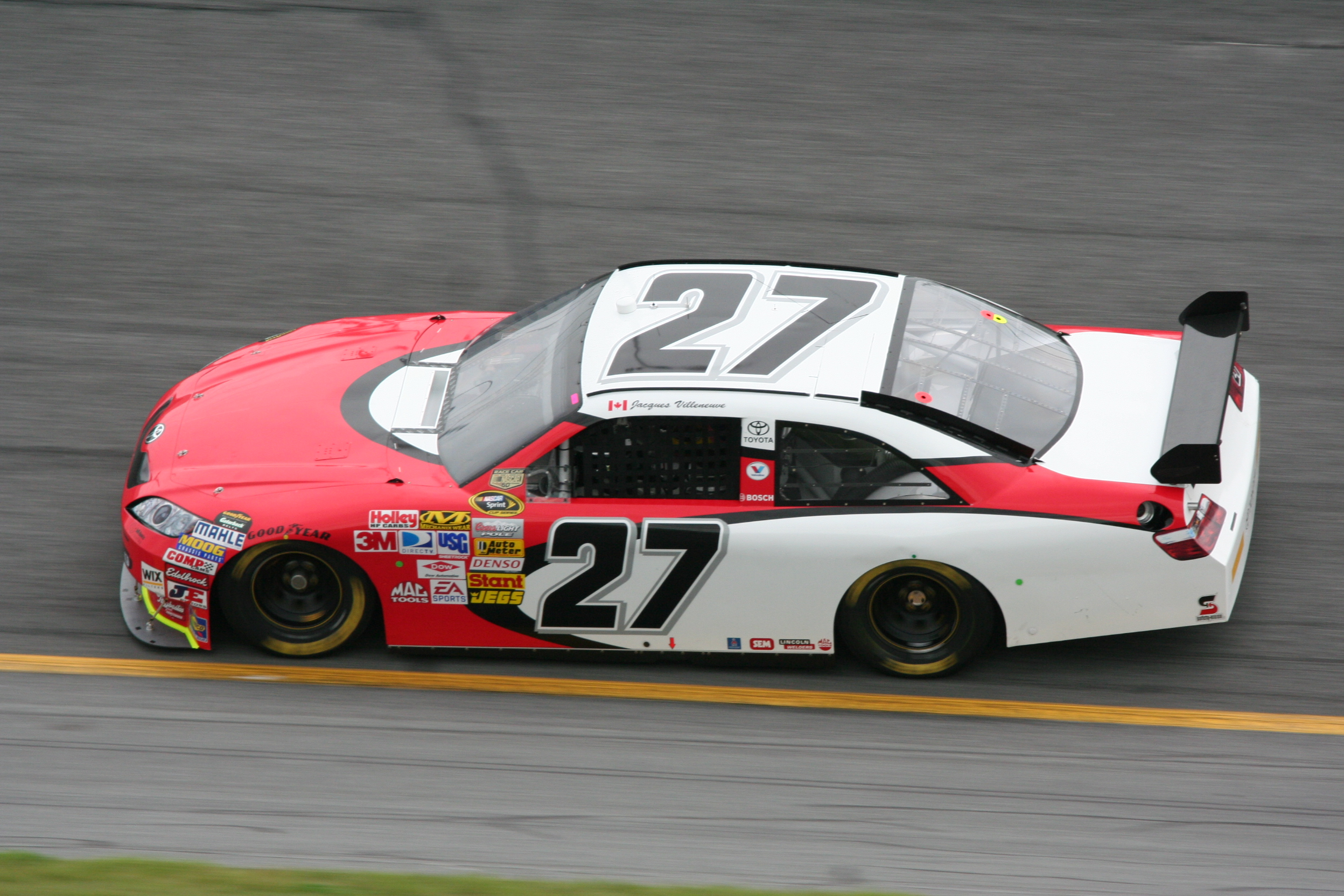
Jacques Villeneuve pela NASCAR em 2008.

No dia 7 de outubro de 2007, Jacques Villeneuve estreou na divisão principal da Nascar, largando em sexto com um Toyota nas 500 Milhas de Talladega. Terminou a prova na volta do líder, resultado expressivo para uma primeira corrida na categoria com o pior carro da temporada.
No início de 2008, Villeneuve foi demitido da Bill Davis Racing, equipe na qual disputava a Nextel Cup Nascar. Oficialmente, o problema seria falta de patrocínio.[carece de fontes?]

### Stock Car Brasil
Em agosto de 2011, Villeneuve disputou como convidado, a segunda etapa de São Paulo da Stock Car Brasil, terminando na décima oitava posição.

### Fórmula E

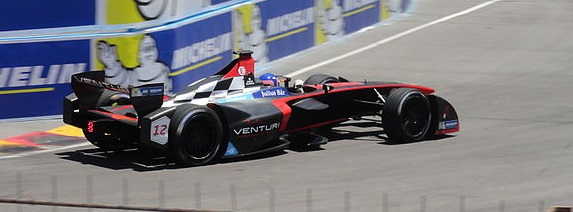
Jacques Villeneuve pela Fórmula E.

Em 2015 Villeneuve também disputou a Fórmula E, tendo abandonado a categoria em 2016.

## Resultados na Fórmula 1
(legenda) (Corrida em negrito indica pole position, corridas em itálico indica volta mais rápida)
| Ano  | Equipe                         | Chassis          | Motor                  | 1       | 2       | 3       | 4       | 5       | 6       | 7       | 8       | 9       | 10      | 11      | 12      | 13      | 14      | 15      | 16      | 17      | 18      | 19      | Pontos | Posição  |
| ---- | ------------------------------ | ---------------- | ---------------------- | ------- | ------- | ------- | ------- | ------- | ------- | ------- | ------- | ------- | ------- | ------- | ------- | ------- | ------- | ------- | ------- | ------- | ------- | ------- | ------ | -------- |
| 2006 | BMW Sauber F1 Team             | BMW Sauber F1.06 | BMW P86 V8             | BHR Ret | MAL 7º  | AUS 6º  | SMR 12º | EUR 8º  | ESP 12º | MON 14º | GBR 8º  | CAN Ret | EUA Ret | FRA 11º | ALE Ret |         |         |         |         |         |         |         | 7      | 15º      |
| 2005 | Sauber Petronas                | Sauber C24       | Petronas 05A V10       | AUS 13º | MAL Ret | BHR 11º | SMR 4º  | ESP Ret | MON 11º | EUR 13º | CAN 9º  | EUA DNS | FRA 8º  | GBR 14º | ALE 15º | HUN Ret | TUR 11º | ITA 11º | BEL 6º  | BRA 12º | JAP 12º | CHN 10º | 9      | 14º      |
| 2004 | Mild Seven Renault F1 Team     | Renault R24      | Renault RS24 V10       |         |         |         |         |         |         |         |         |         |         |         |         |         |         |         | CHN 11º | JAP 10º | BRA 10º |         | 0      | 19       |
| 2003 | Lucky Strike BAR Honda         | BAR 005          | Honda RA003E V10       | AUS 9º  | MAL Ret | BRA 6º  | SMR Ret | ESP Ret | AUT 12º | MON Ret | CAN Ret | EUR Ret | FRA 9º  | GBR 10º | ALE 9º  | HUN Ret | ITA 6º  | EUA 12  |         |         |         |         | 6      | 16º      |
| 2002 | Lucky Strike BAR Honda         | BAR 004          | Honda RA002E V10       | AUS Ret | MAL 8º  | BRA 10º | SMR 7º  | ESP 7º  | AUT Ret | MON Ret | CAN Ret | EUR 12º | GBR 4º  | FRA Ret | ALE Ret | HUN Ret | BEL 8º  | ITA 9º  | EUA 6º  | JAP Ret |         |         | 4      | 12º      |
| 2001 | Lucky Strike BAR Honda         | BAR 003          | Honda RA001E V10       | AUS Ret | MAL Ret | BRA 7º  | SMR Ret | ESP 3º  | AUT 8º  | MON 4º  | CAN Ret | EUR 9º  | FRA Ret | GBR 8º  | ALE 3º  | HUN 9º  | BEL 8º  | ITA 6º  | EUA Ret | JAP 10º |         |         | 12     | 7º       |
| 2000 | Lucky Strike Reynard BAR Honda | BAR 002          | Honda RA000E V10       | AUS 4º  | BRA Ret | SMR 5º  | GBR 16º | ESP Ret | EUR Ret | MON 7º  | CAN 15º | FRA 4º  | AUT 4º  | ALE 8º  | HUN 12º | BEL 7º  | ITA Ret | EUA 4º  | JAP 6º  | MAL 5º  |         |         | 17     | 7º       |
| 1999 | British American Racing        | BAR 01           | Supertec FB01 V10      | AUS Ret | BRA Ret | SMR Ret | MON Ret | ESP Ret | CAN Ret | FRA Ret | GBR Ret | AUT Ret | ALE Ret | HUN Ret | BEL 15º | ITA 8º  | EUR 10º | MAL Ret | JAP 9º  |         |         |         | 0      | NC (21º) |
| 1998 | Winfield Williams              | Williams FW20    | Mecachrome GC37-01 V10 | AUS 5º  | BRA 7º  | ARG Ret | SMR 4º  | ESP 6º  | MON 5º  | CAN 10º | FRA 4º  | GBR 7º  | AUT 6º  | ALE 3º  | HUN 3º  | BEL Ret | ITA Ret | LUX 8º  | JAP 6º  |         |         |         | 21     | 5º       |
| 1997 | Rothmans Williams Renault      | Williams FW19    | Renault RS9 V10        | AUS Ret | BRA 1º  | ARG 1º  | SMR Ret | MON Ret | ESP 1º  | CAN Ret | FRA 4º  | GBR 1º  | ALE Ret | HUN 1º  | BEL 5º  | ITA 5º  |         |         |         |         |         |         | 81     | 1º       |
| 1997 | Rothmans Williams Renault      | Williams FW19    | Renault RS9B V10       |         |         |         |         |         |         |         |         |         |         |         |         |         | AUT 1º  | LUX 1º  | JAP DSQ | EUR 3º  |         |         | 81     | 1º       |
| 1996 | Rothmans Williams Renault      | Williams FW18    | Renault RS8 V10        | AUS 2º  | BRA Ret | ARG 2º  | EUR 1º  | SMR Ret | MON Ret | ESP 3º  | CAN 2º  | FRA 2º  | GBR 1º  | ALE 3º  | HUN 1º  | BEL 2º  | ITA 7º  | POR 1º  | JAP Ret |         |         |         | 78     | 2º       |

## Outros resultados

#### 500 Milhas de Indianápolis
| Ano  | Chassi      | Motor   | Classificação | Chegada | Equipe                       |
| ---- | ----------- | ------- | ------------- | ------- | ---------------------------- |
| 1994 | Reynard 94I | Ford XB | 4             | 2       | Forsythe/Green Racing        |
| 1995 | Reynard 95I | Ford XB | 5             | 1       | Team Green                   |
| 2014 | Dallara     | Honda   | 27            | 14      | Schmidt Peterson Motorsports |

#### 24 Horas de Le Mans
| Resultados na corrida | Resultados na corrida | Resultados na corrida       | Resultados na corrida | Resultados na corrida | Resultados na corrida | Resultados na corrida | Resultados na corrida |
| Ano                   | Equipe                | Co-pilotos                  | Carro                 | Classe                | Voltas                | Pos.                  | Class Pos.            |
| --------------------- | --------------------- | --------------------------- | --------------------- | --------------------- | --------------------- | --------------------- | --------------------- |
| 2007                  | Team Peugeot Total    | Nicolas Minassian Marc Gené | Peugeot 908 HDi FAP   | LMP1                  | 338                   | DNF                   | DNF                   |
| 2008                  | Team Peugeot Total    | Nicolas Minassian Marc Gené | Peugeot 908 HDi FAP   | LMP1                  | 381                   | 2º                    | 2º                    |

## Carreira musical
Jacques compôs e gravou um álbum de rock acústico que chamou de Private Paradise. Seu primeiro single, "Accepterais-tu?" (em francês), foi lançado na semana do Grande Prêmio do Canadá de 2006. O single estava disponível para download na Internet, e uma tiragem limitada de 5 mil cópias foi colocada à venda no dia seguinte à corrida.
O "piloto-cantor" escreveu a letra de metade das canções. No álbum ele toca piano e violão acústico, além de fazer duetos com sua irmã Melanie.

### Faixas
1. Foolin' Around
2. You Are
3. Father
4. Tout Dire
5. Ones, The
6. Accepterais-Tu?
7. Why Did You Come?
8. Vaguement
9. Lullaby
10. Private Paradise
11. Etrangers
12. Women Come Women Go
13. Mother Earth[4]